# Хуан Родольфо Вілкок
Хуан Родольфо Вілкок (ісп. Juan Rodolfo Wilcock, Буенос-Айрес, 17 квітня 1919 – Лубріано, 16 березня 1978) — аргентинський письменник, поет, літературний критик і перекладач італійського походження. Він писав іспанською та італійською мовами.

## Біографія

### Аргентина
Син англійця Чарльза Леонарда Вілкока (англ. Charles Leonard Wilcock) та аргентинки Іди Ромеджіаллі (ісп. Ida Romegialli), він вивчав цивільне будівництво в Університеті Буенос-Айреса, деякий час жив у Мендосі на проєкті, пов'язаному з трансандською залізницею, але згодом покинув цю професію, щоб присвятити себе літературі.
Його перша поетична збірка «Збірка віршів і пісень» (ісп. Libro de poemas y canciones, 1940) отримала премію імені Мартіна Ф'єрро від Аргентинського товариства письменників. Через рік він познайомився з Сільвіною Окампо, Адольфо Біой Касаресом та Хорхе Луїсом Борхесом, з якими став близьким другом.
У 1942-1944 роках редагував літературний журнал «Verde Memoria», пізніше «Disco» (1945-1947).
Працював на Державній залізниці, але залишив цю посаду у 1944 році. У 1945 році самвидав дві поетичні збірки: «Ensayos de poesía lírica» та «Persecución de las musas menores». У 1946 році опублікував «Paseo Sentimental». У 1951 році він подорожував Європою разом із Сільвіною Окампо та Біой Касарес і вперше відвідав Італію.
Вілкок був старанним критиком, дописував до багатьох газет і літературних журналів. Він також був перекладачем з англійської, французької, італійської та німецької мов. Як і його друг Реймонд Куно, Вілкок працював як винахідник авторів на замовлення різних європейських видавництв, як свідчить нещодавнє дослідження Фундації під керівництвом Карли Бодоні.

### Італія
У 1957 році він назавжди оселився в Італії, країні, де згодом подав заяву на отримання громадянства. Там він переписав кілька своїх творів італійською. У ті роки він писав Мігелю Мурмісу: «Я бачу Аргентину як величезний переклад». У 1964 році він вперше з'явився в кіно, у фільмі П'єра Паоло Пазоліні «Євангеліє від Матвія» (ісп. El Evangelio según san Mateo, 1964). Він перекладає «Барабан Баліверни» (ісп. El derrumbe de la Baliverna) Діно Буццаті для видавництва «Emecé».
Вілкок помер 16 березня 1978 року у своєму заміському будинку в Лубріано, Італія. Він похований на протестантському кладовищі, біля піраміди Цестія. Його прийомний син Лівіо Баккі Вілкок був важливим перекладачем Хорхе Луїса Борхеса італійською мовою.
У 2021 році в Буенос-Айресі за редакцією критика Даніеля Мартіно вийшла книга «Вілкок», яка об'єднала всі свідчення про нього, що збереглися в приватних паперах Адольфо Біой Касареса.

## Твори

### Іспанською
- Libro de poemas y canciones (1940)
- Ensayos de poesía lírica (1945)
- Persecución de las musas menores (1945)
- Paseo sentimental (1946)
- Los hermosos días (1946, 1998)
- Sexto (1953, 1999)
- Los traidores (1956)
- Poemas (1980)

### Італійською
- Il caos (1960)
- Fatti inquietanti (1961)
- Luoghi comuni (1961)
- Teatro in prosa e versi (1962)
- Poesie spagnole (1963)
- La parola morte (1968)
- Lo stereoscopio dei solitari (1972)
- La sinagoga degli iconoclasti (1972)
- Il tempio etrusco (1973)
- I due allegri indiani (1973)
- Parsifal (1974)
- Italienisches Liederbuch 34 poesie d'amore (1974)
- L'ingegnere (1975)
- Frau Teleprocu (1976)
- Il libro dei mostri (1978)

### Посмертно
- Poesie (1980)
- L'abominevole donna delle nevi e altre commedie (1982)
- Le nozze di Hitler e Maria Antonietta nell'inferno (1985)
- Il reato di scrivere (2010)